# Омахо (Тексас)
Омахо (енгл. Omaha) град је у америчкој савезној држави Тексас. По попису становништва из 2010. у њему је живело 1.021 становника.

## Демографија
Према попису становништва из 2010. у граду је живело 1.021 становника, што је 22 (2,2%) становника више него 2000. године.
| Група             | 2000.       | 2010.       |
| Белци             | 748 (74,9%) | 766 (75,0%) |
| Афроамериканци    | 200 (20,0%) | 161 (15,8%) |
| Азијати           | 2 (0,2%)    | 7 (0,7%)    |
| Хиспаноамериканци | 36 (3,6%)   | 63 (6,2%)   |
| Укупно            | 999         | 1.021       |